# Franse ouverture
De Franse ouverture is een langzaam en plechtig gespeeld muziekstuk uit de Barokperiode, met een  A-B-A vorm. 
- Het eerste langzame  deel (adagio) wordt gevolgd door een sneller deel dat doet denken aan een fuga (allegro).
- Vaak eindigt de Franse ouverture weer met een langzaam gedeelte (adagio).

Door het plechtige karakter kwam deze ouverture in zwang als opening van de hogere kunst, de opera. De ontwikkeling van de Franse ouverture staat op naam van Jean-Baptiste Lully (1632-1687). Jean-Philippe Rameau (1683-1764) zette deze traditie voort. Ook Henry Purcell en Georg Friedrich Händel gebruikten deze vorm. Johann Sebastian Bach paste deze vorm ook toe in het openingskoor van de religieuze cantate Nun komm, der Heiden Heiland (BWV 61) om het plechtig schrijden van de Heiland te benadrukken.